# Фаркуар (аэропорт)
Фаркуар (ИКАО: FSDR) — аэропорт, расположен на одном из островов атолла Фаркуар, Сейшельская республика.
Находится в 765 км на юго-запад от острова Маэ. Аэропорт и небольшое поселение находятся на острове Северный атолла Фаркуар.
Аэропорт расположен на высоте 3 метра над уровнем моря. Есть одна бетонная взлётно-посадочная полоса длиной 925 метров.